# Селон
Селон (фр. Celon) насеље је и општина у централној Француској у региону Центар (регион), у департману Ендр која припада префектури Шаторо.
По подацима из 2011. године у општини је живело 404 становника, а густина насељености је износила 23,71 становника/km². Општина се простире на површини од 17,04 km². Налази се на средњој надморској висини од 205 метара (максималној 249 m, а минималној 117 m).

## Демографија
| 1962. | 1968. | 1975. | 1982. | 1990. | 1999. | 2011. |
| ----- | ----- | ----- | ----- | ----- | ----- | ----- |
| 403   | 429   | 417   | 372   | 369   | 382   | 404   |

График промене броја становника у току последњих година